# Maciej Mroczkowski (piłkarz ręczny)
Maciej Mroczkowski (ur. 1 czerwca 1980 w Kwidzynie) – polski piłkarz ręczny i trener.

## Kariera zawodnicza
Wychowanek MTS-u Kwidzyn, następnie zawodnik MMTS-u Kwidzyn, z którym w latach 2000–2016 występował w najwyższej klasie rozgrywkowej. W sezonie 2004/2005, w którym rzucił 123 bramki w 27 meczach, zajął 13. miejsce w klasyfikacji najlepszych strzelców Ekstraklasy. W sezonie 2009/2010 wraz z kwidzyńskim zespołem wywalczył wicemistrzostwo Polski, natomiast w sezonach 2008/2009, 2010/2011 i 2012/2013 zdobył brązowy medal mistrzostw kraju. Ponadto w sezonie 2009/2010, w którym rozegrał osiem meczów i rzucił 34 gole, zajął 2. miejsce w Challenge Cup (w rozegranym 23 i 29 maja 2010 dwumeczu finałowym z portugalskim Sportingiem zdobył dziewięć bramek). W 2011, decyzją Komisji Dyscyplinarnej Związku Piłki Ręcznej w Polsce, został ukarany trzymiesięczną dyskwalifikacją za stosowanie metyloheksanaminy. 10 marca 2013 w meczu ze Stalą Mielec rzucił swoją 1000. bramkę w ekstraklasie. W 2016 zakończył karierę. W najwyższej klasie rozgrywkowej rozegrał 377 meczów i zdobył 1164 gole.
W reprezentacji Polski zadebiutował 27 grudnia 2004 w towarzyskim spotkaniu z Czechami, następnie zagrał także 28 grudnia 2004 (ze Słowacją) i 29 grudnia 2004 (z Węgrami). Kolejne trzy spotkania w drużynie narodowej rozegrał w grudniu 2005 (20 grudnia 2005 – ze Słowacją, 21 grudnia – z Węgrami, 22 grudnia – z Czechami). 5 czerwca 2010 wystąpił w meczu z Litwą (31:31), w którym zdobył jedną bramkę. Następnego dnia zagrał w spotkaniu rewanżowym z Litwą (25:22), w którym rzucił dwa gole. 13 czerwca 2010 wystąpił w meczu z Chorwacją (24:19), 18 grudnia 2010 zagrał w przegranym spotkaniu z Rumunią (26:28), dzień później w zwycięskim rewanżu z tym samym zespołem (31:25). Łącznie w reprezentacji seniorskiej zagrał w 11 spotkaniach, zdobywając 10 bramek.

## Kariera trenerska
Po zakończeniu kariery sportowej dołączył do sztabu szkoleniowego MMTS-u Kwidzyn, zostając asystentem trenera Patryka Rombla. W 2017, pod odejściu Rombla do Motoru Zaporoże, został szkoleniowcem MMTS-u, z którym podpisał dwuletnią umowę. W rundzie zasadniczej sezonu 2017/2018 doprowadził go do 6. miejsca w tabeli zbiorczej; w rywalizacji o dziką kartę do fazy play-off MMTS został pokonany przez Wybrzeże Gdańsk. Po zakończeniu rozgrywek Mroczkowski przestał być szkoleniowcem kwidzyńskiej drużyny, co zapowiedział w marcu 2018. Jego następcą został Tomasz Strząbała.

## Osiągnięcia
MMTS Kwidzyn
- 2. miejsce w Ekstraklasie: 2009/2010
- 2. miejsce w Challenge Cup: 2009/2010
- 3. miejsce w Ekstraklasie/Superlidze: 2008/2009, 2010/2011, 2012/2013
- 3. miejsce w Pucharze Polski: 2011/2012